# 5ソルの馬車

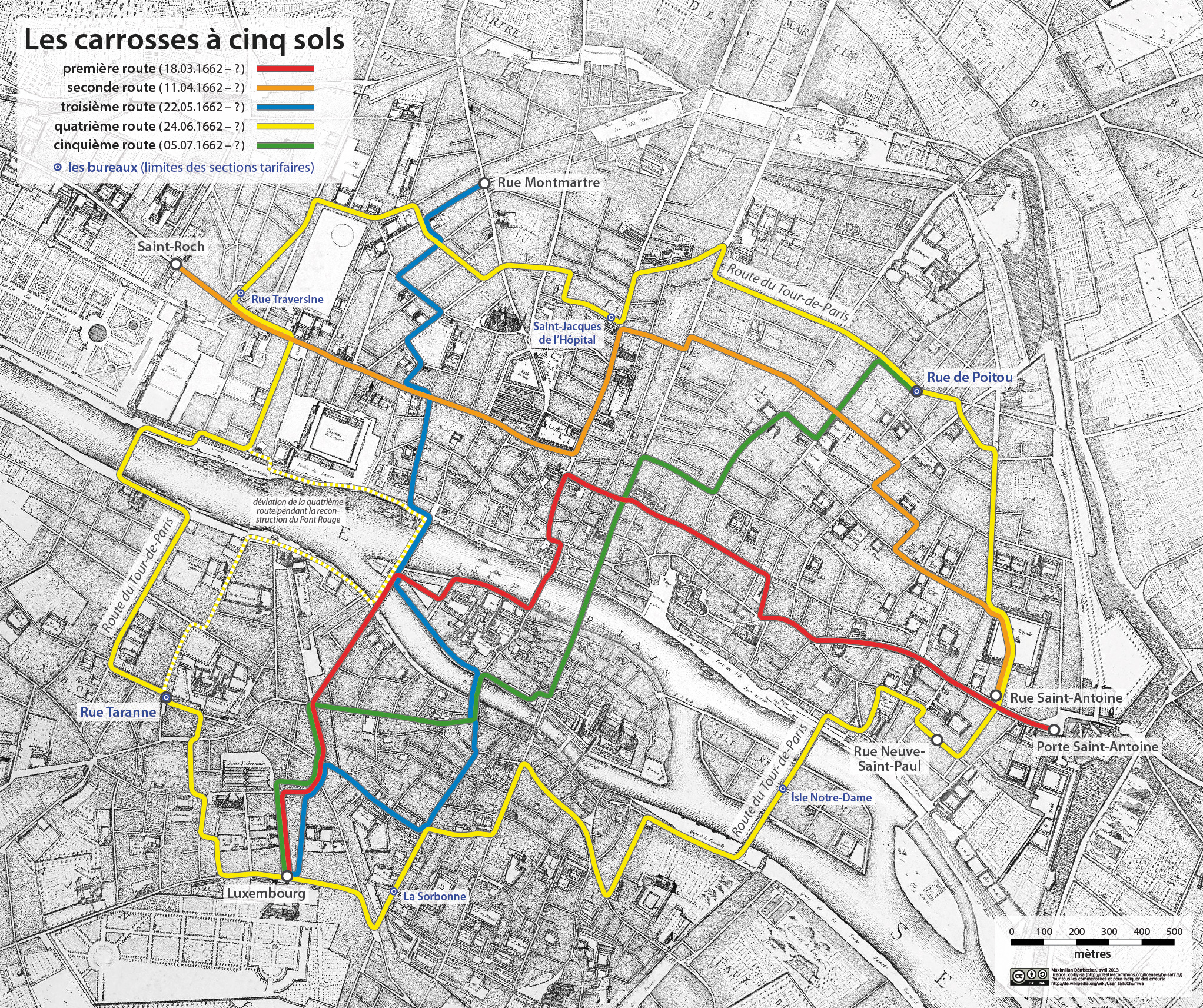

5ソルの馬車（ごソルのばしゃ、フランス語: les carrosses à cinq sols）は、ブレーズ・パスカルが考案し、17世紀にフランス王国・パリで運行されていた乗合馬車である。5スーの馬車（les carrosses à cinq sous）と呼ばれることもある。名称は運賃が5ソルだったことに由来する。ソル（スー）は当時の通貨で、1ソルが20分の1リーヴルに相当する。
不特定多数の者が比較的安価な運賃で利用でき、一定の経路を時刻表に従って運行するなど、現代の路線バスの起源となった公共交通機関である。

## 歴史

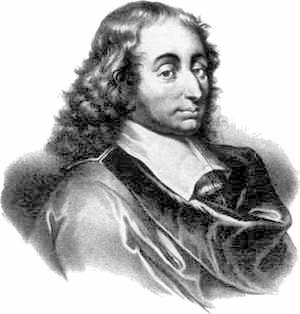
ブレーズ・パスカル

中世のパリでは、馬車を所有できるのは王や貴族に限られていた。アンリ4世の時代に規制は緩和されたものの、馬車の保有には多額の費用がかかるため、一般の市民には縁のないものだった。1620年には貸馬車業が登場したが、料金が高かったため利用できるのは裕福な者に限られていた。
1662年1月、パスカルは友人のロアンネス公らの援助の元、国王ルイ14世から「5ソルの馬車」の営業許可を得た。3月18日、最初の路線がリュクサンブール - サン・タントワーヌ門（現バスティーユ広場付近）間で馬車7両を使用し開業した。4月から7月にかけてさらに4路線が開業した。
計5つの路線のうち、4つはリュクサンブールを起点に市内各地を結んでいた。もう一路線はパリを一周する環状運転を行なっており、ツール・ド・パリ（Tour de Paris：パリ一周）と呼ばれていた。ツール・ド・パリの経路はいくつかの区間に分割されており、各区間ごとに運賃5ソルが必要だった。各路線とも7分半間隔で運行されており、起点ではたとえ乗客がいなくても所定の時刻になれば発車した。馬車は2頭立て、天蓋付きの4輪馬車を使用しており、乗客の定員は8名だった。営業許可時の条件により、「兵士、近習、召使い、その他の労働者」の利用は禁止されていた。
「5ソルの馬車」は登場時にはパリ市民に歓迎されたものの、初期の熱狂が去ると利用条件の煩わしさなどから人気を失い、経営難に陥った。このため運賃を6ソルに値上げしたものの、さらに乗客の離反を招き、1677年に廃止された。
パリに乗合馬車が復活するのは1828年のことである。